# Konstantín Igúmnov
Konstantín Nikolàievitx Igúmnov (Lebedyan, província de Tambov, Imperi Rus, (ara a la regió de Lípetsk), 1 de maig de 1873 - Moscou, 24 de març de 1948) va ser un pianista i professor rus i soviètic. Professor al Conservatori de Moscou. Artista popular de l'URSS (1946). Guanyador del premi Stalin, primer grau (1946).

## Biografia
Nascut en una família de comerciants. El pare, Nikolai Ivànovitx, era conegut com un home llegit i culte que estimava la música i la literatura.
Les habilitats musicals van aparèixer aviat. Des dels quatre anys li van ensenyar a tocar el piano. El 14 de gener de 1881 ja va actuar en un concert mixt amb una fantasia de l'òpera Il trovatore de G. Verdi.

Mentre estudiava en un gimnàs, l'any 1886 va fer un concert amb un amic. M. Morshanskaya, que va estar present en aquell concert, va recordar:
| « | "Recordo que era estudiant de secundària. En aquell moment estava de vacances d'estiu a Lebedyan. La meva mare i jo vam venir a un concert d'alumnes de secundària. El jove alt i prim em va causar una forta impressió. El seu nas aguilí destacava entre la seva cara llarga. Em va sorprendre la seva interpretació: els llargs dits musicals, la figura doblegada de Konstantín Igúmnov, semblava que ell mateix era un òrgan musical, treint meravellosos sons de la música del piano amb gran virtuosisme". | » |

## Carrera professional
Des de 1887, paral·lelament als seus estudis al Primer Gimnàs Clàssic de Moscou, va prendre classes particulars de piano de Nikolai Zvérev (al mateix temps que Serguei Rakhmàninov i Aleksandr Skriabin). El 1888 va ingressar com a voluntari al Conservatori de Moscou, a la classe d'Aleksandr Ziloti, després P. A. Pabst; Al mateix temps, va estudiar polifonia amb Serguei Tanéiev i va aprovar la composició. Al mateix temps, el 1892-1895 va estudiar a la Universitat de Moscou, primer a la Facultat de Dret, després a la Facultat d'Història i Filologia. Es va graduar al conservatori l'any 1894 amb una medalla d'or i després va debutar com a solista.
El 1895 va participar en el Concurs Internacional de Piano que porta el nom d'Anton Rubinstein a Berlín, on va rebre una menció honorífica. El 1896, Anatoli Liàdov va confiar al jove pianista la interpretació de "Variacions sobre un tema de M.I. Posteriorment, va donar constantment concerts, principalment a Moscou, va donar classes privades de piano i va ser un dels professors més populars de Moscou.
El 1898, va acceptar una invitació per convertir-se en professor a l'escola de música de la branca de Tiflis de la Societat Musical Imperial Russa. Des de 1899 fins al final de la seva vida va ensenyar una classe especial de piano al Conservatori de Moscou (el 1942-1943 va treballar al Conservatori d'Erevan). El 1899 esdevingué professor al Conservatori de Moscou, continuant actuant a Rússia i Alemanya (1908, 1910, 1911). Segons els seus contemporanis, com a pianista va evitar els extrems: la dinàmica una mica apagada, el tacte suau, el so melodiós, vellutat i la noblesa d'interpretació eren típiques d'ell.
Després de la Revolució d'Octubre de 1917, va passar a ser membre del Consell de Música del Comissariat Popular d'Educació (departament de concerts). Amb la seva participació es va produir la reforma de l'ensenyament musical; en particular, es van crear cursos d'estètica, història cultural i història literària al Conservatori de Moscou i es va introduir una classe de conjunt de cambra. A partir de 1918 va dirigir el departament de piano, després el departament d'interpretació del conservatori. Des de 1935, va dirigir un dels departaments de la facultat de piano. Des de 1919 - membre permanent de la comissió educativa i artística del conservatori; la primavera de 1924 fou elegit director per cinc anys.
Entre els seus alumnes va tenir: Lev Oborin, Maria Grinberg, Iàkov Flier, Boris Moiseevich Berlín, Roza Tamàrkina (estudiant de grau), Bella Davidovich, Naum Shtarkman, Arnó Babadjanian, Oleg Bochniakovitch, Michail Davidovitsj Gotlib, Mariya Gambaryan, Jacob Isaakovich Milstein, Jewgeni Michailowitsch Timakin, Nikolai Orlov, V. P. Agarkov, Rauf Atakishiyev, A. D. Frank, R. Bakst, Karina Malkhasyan, Sergei Mikhailovich Chemodanov.
El repertori de concerts del pianista dels anys trenta inclou una sèrie de concerts monogràfics: Ludwig van Beethoven, Franz Liszt, Frédéric Chopin, Piotr Ilitx Txaikovski, Serguei Rakhmàninov (el primer intèrpret a Rússia de "Rapsodia sobre el tema de Paganini", 1939), N. K. Mettner, Serguei Tanéiev; Va tocar especialment sovint com a solista i en el conjunt d'obres de Txaikovski, es converteixen en el seu insuperable intèrpret. Actuat com a solista, així com en conjunt amb Jan Hřímalý, Boris Osipovich Sibor, Anatoli Brandukov, Alfred von Glehn, "Quartet Beethoven".
El 1928-1929, va ser membre del consell editorial de la revista "Educació musical" (publicada pel Conservatori de Moscou).
Durant la Gran Guerra Patriòtica, K. Igúmnov, juntament amb diversos professors, va ser evacuat a Yerevan, on va ensenyar al Conservatori. S'hi va celebrar una celebració amb motiu del seu 70è aniversari. Al concert, Alexander Harutyunyan, de 23 anys, va interpretar "Prelude-poem" (1943), que va compondre en honor al seu mestre.
Konstantín Nikolàievitx Igúmnov va morir el 24 de març de 1948 a Moscou. Va ser enterrat al cementiri de Novodévitxi (parcel·la núm. 2).

## Premis i títols
- Artista Honorat de la RSFSR.
- Artista popular de la RSFSR (1941).
- Artista popular de l'URSS (1946).
- Premi Stalin, primer grau (1946) - per a concerts i activitats escèniques.
- Orde de Lenin (1945).
- Ordre de la Bandera Roja del Treball (27/04/1937 - pels serveis destacats en l'àmbit de la formació del personal musical).
- Medalla "Per un treball valent en la Gran Guerra Patriòtica de 1941-1945".
- Medalla "En record del 800 aniversari de Moscou".

## Periodisme
- Al 60è aniversari del Conservatori Estatal de Moscou, "Música i revolució", 1927, núm. 4
- Problemes d'actuació, "Art soviètic", 1932, 21 d'abril
- Creativitat, no artesania, ibid., 1932, 26 de novembre
- Sobre Chopin, ibid., 1935, 11 de novembre
- Sobre les obres per a piano de Txaikovski, "SM", 1940, núm. 5-6
- Els meus principis interpretatius i pedagògics. [Resum de l'informe] (Art. introductori; publicació de Ya. I. Milshtein), “SM”, 1948, núm. 4.

## Memòria
Els següents porten el nom de K. N. Igúmnov

- Escola Regional d'Arts de Lipetsk
- Escola de música infantil número 1 de Lebedyan
- Concurs-festival internacional de joves pianistes (Lipetsk)
- Carrer de Lebedyan
- Escola de música infantil a Moscou al carrer. Pokrovka, 39 anys.
- A la terra natal del pianista a Lebedyan, a la casa del carrer Sovetskaya, on va néixer i va viure, el 19 de maig de 1973 es va aixecar un baix relleu commemoratiu per commemorar el 100 aniversari del seu naixement.

## Competició que porta el nom de K. N. Igúmnov
Des de 1993, la regió de Lipetsk acull regularment el Concurs-Festival obert de joves pianistes de tota Rússia que porta el seu nom. K. N. Igúmnov, membre de l'Associació de Concursos de Música de Rússia. El president del jurat del concurs és M. S. Gambaryan, alumne de K. N. Igúmnov.